# 日本色彩研究所
一般財団法人 日本色彩研究所（にほんしきさいけんきゅうじょ、Japan Color Research Institute）とは、埼玉県さいたま市岩槻区に本所を置く一般財団法人。

## 沿革
- 1927年（昭和2年） - 画家の和田三造によって、日本における色彩の標準化を目的に日本標準色協会が設立される[1][2]。
- 1945年（昭和20年） - 財団法人 日本色彩研究所に改組[1]。
- 1966年（昭和41年） - PCCSを開発する[3]。
- 2003年（平成15年） - 埼玉県岩槻市（現在の場所、2005年4月よりさいたま市岩槻区）に本部を移転[3]。
- 2011年（平成23年） - 一般財団法人に移行[2]。